# Lunice
Lunice, de son nom entier Lunice Fermin Pierre II, né en 1988 à Montréal, au Québec, est un producteur et disc jockey canadien. Lunice a aussi formé le duo de production TNGHT avec Hudson Mohawke.

## Biographie

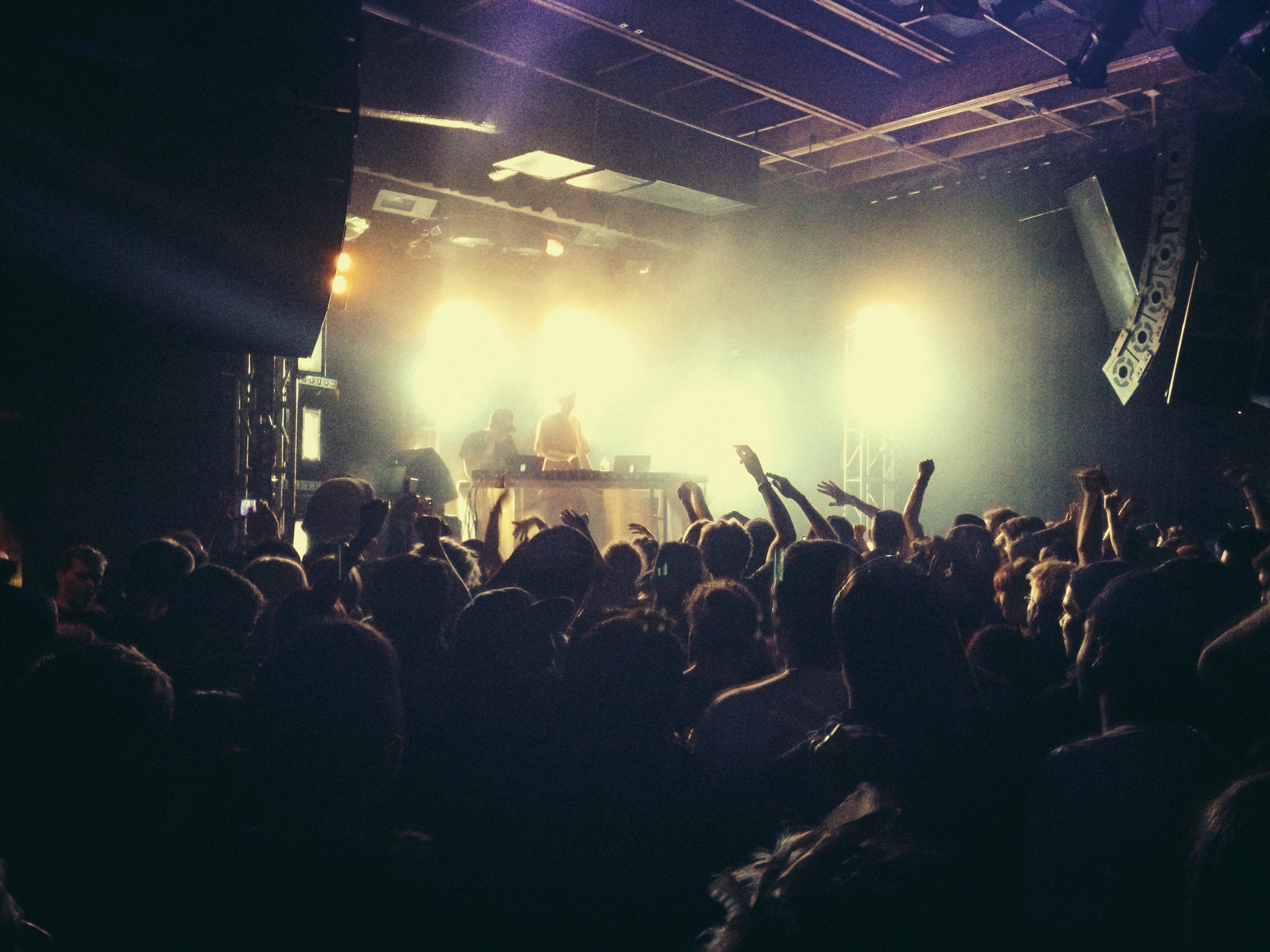
TNGHT en 2013.

Lunice est fils d'immigrés philippin et haïtien. Lunice commence sa carrière avec le b-boy, dansant pour le 701 Squad,. Au début des années 2000, Lunice s'inspire de sa propre musique après avoir écouté 9th Wonder composer des beats sur le programme Fruity Loops.
En 2007, Lunice joue son premier mixset mensuellement au Bass Culture de Montréal, endroit même où il fait la rencontre de Sixtoo, et est invité à jouer aux Megasoid. Il fera depuis partie de la crew Turbo Crunk. En 2008, Lunice sort un clip pour le morceau Gucci Sweatshirt de Lazersword. En 2010, il participe à la Red Bull Music Academy. Cette même année, Lunice joue au Sonar Music Festival.
Lunice signe avec le label LuckyMe pour la sortie de deux EP, Stacker Upper (2010) et One Hunned (2011), puis établit peu après une relation avec le producteur Diplo et son label Mad Decent pour un remix du morceau Helicopter de Deerhunter, ce qui mène à de plus amples collaborations sur des remixes, mixes pour notamment BBC Radio 1 et des performances avec la Mad Decent Block Party. En 2011, Lunice collabore avec Azealia Banks et sur son clip 212.
Dès lors, il s'associera à des labels comme XL Recordings, Warner Bros. Records, Palms Out Sounds, Young Turks, Big Dada, and Top Billin'. Entre 2010 et 2011, Lunice tourne à l'international.
Lunice et Hudson Mohawke forment le groupe TNGHT pour la sortie en 2012 d'un EP chez Warp Records/LuckyMe, qui est suivie par un set à succès au Warp's SXSW dans l'année. Le duo se rencontre en 2008, alors que Lunice bookait Hudson Mohawke pour jouer à l'une de ses soirées Turbo Crunk.
Le 1er juin 2017, LuckyMe annonce sur Twitter les touches finales concernant le premier album de Lunice, intitulé  CCCLX(360), qui devrait être publié d'ici la fin de l'année. The Red Bull BC One World Finals, fait usage de cuts musicaux dde Lunice et du producteur The Alchemist. Ces morceaux sont publiés en ligne en un EP intitulé Moving Parts, sorti le 16 novembre 2017.
En 2023, il annonce la sortie d'Open, son premier album en 6 ans. 

## Discographie

### Albums studio
- 2017 : CCCLX (LuckyMe Records)
- 2023 : Open (LuckyMe Records)

### EP
- 2011 : Stacker Upper (LuckyMe Records)
- 2011 : One Hunned (LuckyMe Records)
- 2017 : Moving Parts (avec The Alchemist) (LuckyMe Records)

### Singles
| Année                                                                          | Single                                         | Meilleure position | Album |
| Année                                                                          | Single                                         | BEL (Vl)           | Album |
| ------------------------------------------------------------------------------ | ---------------------------------------------- | ------------------ | ----- |
| 2012                                                                           | Higher Ground (avec Hudson Mohawke sous TNGHT) | 33* (Ultratip)     |       |
| * N'apparait pas sur l'Ultratop 50, mais plutôt dans la section de l'Ultratip. |                                                |                    |       |

### Autres
- 2011 : Get Her High, feat. 2lettaz & DaVinci [Southern Hospitality]
- 2011 : Bus Stop Jazz, with The Jealous Guys [Southern Hospitality]
- 2012 : Runnin, Azealia Banks feat. Lunice
- 2014 : Can't Wait to [LuckyMe]

### Remixes
- 2009 : Matt B – Cars Go Boom (Lunice Remix) / Made in Glitch
- 2009 : Xrabit & DMG$ – Damaged Goods (Lunice Remix) / Big Dada
- 2009 : Thunderheist – L.B.G. (Lunice Remix) / Big Dada
- 2009 : The XX – Basic Space (Lunice Remix) / Young Turks / XL Recordings
- 2009 : Hovatron – Gold Star Radiation (Lunice Remix) / Lo-Fi-Fnk
- 2009 : Diamond K – Handz in the Air (Lunice Remix) / Top Billin
- 2010 : Mexicans with Guns – Sell Your Soul (Lunice Remix) / FoF Music
- 2010 : Ryan Leslie – Addiction (Lunice Remix) / Local Action Records
- 2010 : Deerhunter – Helicopter (Diplo & Lunice Remix) / Mad Decent
- 2010 : Invent & OSTR feat. KRS ONE – Hey You (Lunice Remix)
- 2010 : Radio Radio – EJ savais pas mieux (Lunice Remix) / Bonsound
- 2010 : Elephant Man – Shake It (Lunice Remix) / Truckback Records
- 2011 : The Touch – All I Find (Lunice Remix) / Palms Out Sounds
- 2011 : XV – Swervin (Lunice Remix) / Warner Bros. Records
- 2011 : Theophilus London feat. Sara Quinn – W.E.T. (Lunice Remix) / Warner Bros. Records
- 2011 : Foster the People – Pumped Up Kicks (Lunice Remix) / Mad Decent
- 2012 : Flosstradamus feat. Danny Brown – From the Back (Lunice Remix) / Fool's Gold Records
- 2013 : Rockie Fresh feat. Lunice – Superman OG / Maybach Music Group
- 2013 : Rockie Fresh feat. Rick Ross & Lunice – Panera Bread / Maybach Music Group

### Mixtapes
- 2006 : Kibbles N Beats
- 2007 : Bossa – Rendez Vous
- 2008 : LAZERemix Volumeone
- 2008 : Out of Touch
- 2009 : LAZERemix Volumetwo
- 2009 : DAZED Digital Lunice Exclusive Mix
- 2010 : FACT Mix 189 – Lunice
- 2010 : BIGUP Magazine Mix
- 2010 : Loukout Mixtape #5: Lunice "Pretty Boy" Mixxx
- 2011 : SAFEWALLS Mixtape
- 2011 : Boiler Room Lunice's 60min Mix